# St. Michaels
St. Michaels (Navajo: Ts'íhootso) ist ein Census-designated place im Apache County im US-Bundesstaat Arizona. Das U.S. Census Bureau hat bei der Volkszählung 2020 eine Einwohnerzahl von 1.384 ermittelt.
St. Michaels hat eine Fläche von 9,8 km². Die Bevölkerungsdichte liegt bei 141 Einwohnern je km². Die Stadt befindet sich in einer Höhe von 2056 m  ü. M. und an der Arizona State Route 264.